# Первомайское сельское поселение (Кущёвский район)
Первомайское сельское поселение — муниципальное образование в составе Кущёвского района Краснодарского края России.
В рамках административно-территориального устройства Краснодарского края ему соответствует Первомайский сельский округ.
Административный центр — посёлок Первомайский.

## Население
| 2010  | 2012  | 2013  | 2014  | 2015  | 2016  | 2017  |
| ----- | ----- | ----- | ----- | ----- | ----- | ----- |
| 5141  | ↘5091 | ↘5068 | ↘5038 | ↗5061 | ↘5005 | ↘4957 |
| 2018  | 2019  | 2020  | 2021  | 2023  |       |       |
| ↘4896 | ↘4885 | ↘4863 | ↘4479 | ↘4454 |       |       |

## Населённые пункты
В состав сельского поселения (сельского округа) входят 8 населённых пунктов:
| № | Населённый пункт | Тип населённого пункта | Население (чел.) |
| - | ---------------- | ---------------------- | ---------------- |
| 1 | Первомайский     | посёлок                | ↗1971            |
| 2 | Знамя Коммунизма | хутор                  | ↗776             |
| 3 | Комсомольский    | посёлок                | ↘906             |
| 4 | Красная Заря     | посёлок                | ↗472             |
| 5 | Кубанец          | посёлок                | ↘213             |
| 6 | Октябрьский      | посёлок                | ↘265             |
| 7 | Пролетарский     | хутор                  | ↘298             |
| 8 | Заветы Ильича    | посёлок                | ↘240             |